# Endressia castellana
Endressia castellana là một loài thực vật có hoa trong họ Hoa tán. Loài này được Coincy mô tả khoa học đầu tiên năm 1898.